# ジェイエフシーティー
株式会社ジェイエフシーティー（JFCT INC.）は、東京都杉並区に所在する日本の芸能事務所。主に俳優のマネージメントを行う。

## 所属俳優

### 女優
- 原田佳奈
- 赤間麻里子
- 福田温子
- 椿弓里奈
- 荻野みかん
- 高瀬瑛璃（えりはる）
- 隅乃倉ひろみ
- 吉野有佳
- 川崎初夏
- うえのやまさおり
- 元松あかね
- 児玉美智子
- 友倉由美子
- 森由佳
- 本多はる（えりはる）

### 俳優
- 阿部亮平（純悪）
- 清水伸
- ニクまろ
- 石原善暢
- 小林博
- 坂口辰平
- 依田哲哉
- 鳥居功太郎
- 吉村賢人
- 芦澤翔
- 酒井晴人
- 中川慧